# Младенец Иисус из Себу
Младенец Иисус из Себу (исп. Santo Niño de Cebú, себ. Balaang Bata sa Sugbo, филипп. Batang Banal ng Cebu) — образ, представляющий собой статую младенца Иисуса Христа. Находится в отдельной часовне малой базилики Святейшего Младенца Иисуса в городе Себу. Один из старейших религиозных артефактов на Филиппинах, связанный с историей обращения филиппинцев в католицизм. В 1521 году мореплаватель Фернан Магеллан через посредничество своего помощника Антонио Пифагетты подарил эту статую жене раджи Себу по имени Хумавай. Является объектом почитания и паломничества филиппинских католиков. Младенец Иисус из Себу является одним из самых узнаваемых культурных образов Иисуса Христа на Филиппинах и широко воспроизводится в жилищах жителей Филиппин и официальных учреждениях страны. Праздник, посвящённый этому образу, отмечается на Филиппинах ежегодно в третье воскресенье января и является национальным филиппинским событием под названием «Traslación».

## История
Статуя имеет размер примерно 12 дюймов и предполагается, что она была сделана в Бельгии. Образ облачён в ценный текстиль и украшен монархическими регалиями, которые включают в себя золотую корону, державу и скипетр.
В апреле 1521 года мореплаватель Фернан Магеллан, будучи на службе испанского короля Карла V, во время своей экспедиции прибыл в Себу. Он убедил раджу Хумабона и его жену Хумавай заявить о своей верности испанской короне. Позднее в этом же году они приняли крещение, приняв христианские имена Карлос в честь испанского короля и Хуана в честь матери Карла V Хуаны I. Фернан Магеллан передал статую Младенца Иисуса Хумавай в качестве подарка через итальянского хрониста экспедиции Антонио Пигафетта, присутствовавшего во время их крещения, которое совершил священник Педро Вальдеррама. Антонио Пафигетта представил статую как знак союза между Испанией и раджой Хумабоном. Фернан Магеллан погиб 21 апреля 1521 года во время битвы с туземцами на острове Мактан. Следующая испанская экспедиция под руководством Мигеля Лопеса де Легаспи прибыла в Себу 27 апреля 1565 года. После сожжения одной туземной деревни статуя Младенца Иисуса солдат Хуан Камус обнаружил статую Младенца Иисуса в деревянном ящике среди руин одного из разрушенных жилищ туземцев. Статуя была передана монахам-августинцам, которые прибыли в Себу в составе экспедиции. На месте обретения статуи была 28 апреля 1565 года построена небольшая часовня из бамбука, которая стала первым католическим храмом на Филиппинах. В 1739 году на месте этого храма была построена современная базилика Святейшего Младенца Иисуса.
28 февраля 1965 года Римский папа Павел VI выпустил буллу «Uonabula Religionis», которой короновал статую Младенца Иисуса. Обряд канонической коронации произвёл кардинал Ильдебрандо Антониутти во время мессы, посвящённой 400-летию обретения статуи.

## Праздник
Праздник, посвящённый Младенцу Иисусу из Себу, начинается в четверг после Богоявления и заканчивается через девять дней. Ранним рассветом в четверг начинается процессия с репликой статуи по улицам Себу. Потом во всех храмах совершается девятидневная новенна, посвящённая Пресвятой Деве Марии. На последний день новенны совершается процессия со статуей Девы Марии Гваделупской от базилики Святейшего Младенца Иисуса по улицам города. Потом статуи Младенца Иисуса и Пресвятой Девы Марии относятся в санктуарий святого Иосифа в городе Мандауэ. Эта процессия является национальным филиппинским событием и называется «Traslación». Утром в воскресенье статуи доставляются на речном транспорте в Себу, после чего их несут по улицам города до базилики Святейшего Младенца Иисуса, где совершается торжественная месса. В этот же день начинается национальный фестиваль под названием «Sinulog», который длится до пятницы, когда публично совершается обряд снятия облачений со статуй, купания в воде с благовониями и их облачения в простую одежду.